# Stade olympique d'Al-Kut
 (juin 2021).
Le Stade olympique d'Al-Kut (en arabe : ملعب الكوت الأولمبي) est un stade à usage multiple situé à Al-Kut en Irak. Il est principalement utilisé pour les rencontres de football et les compétitions d'athlétisme. Le stade dispose d'une capacité de 20 000 places.
Le stade a accueilli la finale de la Super Coupe d'Irak 2019 le 14 septembre 2019 entre Al-Zawra'a SC et Al-Shorta SC. Ce dernier a remporté la compétition pour la première fois de son histoire en s'imposant aux tirs au but (4–3) à la suite d'un match nul 1–1 à la fin du temps de jeu réglementaire. Lors de ce derby, les tribunes du stade ont affiché complet bien que les deux équipes proviennent de Bagdad (177 km d'Al-Kut).

## Histoire
Les travaux de construction ont débuté en 2013 sous la gestion de la société irakienne Al Karama Company, qui est affiliée au ministère de l'Industrie et des Minéraux. Cinq ans plus tard, à la suite de contretemps et de retards dans la réalisation du projet, il a été convenu de confier le contrat à la société italo-suédoise Sport System pour finaliser la construction en 8 mois. Les travaux ont ainsi pu être entièrement achevés de manière que le complexe sportif puisse être mis en service dès 2018. Il a été officiellement inauguré le 28 juillet 2018 par un match de football entre Al-Kut SC et Mossoul SC. 